# Hurlin & Co.
Die Hurlin & Co. Ltd. war ein britischer Automobilhersteller in Hackney (London).

## Hurlincar
Zwischen 1913 und 1916 stellte das Unternehmen vier Modelle unterschiedlicher Größe unter dem Namen Hurlincar her.
Das Hurlincar 8/10 hp wurde nur 1913 angeboten und hatte einen V2-Motor mit 1,0 l Hubraum. 1914 folgte das Hurlincar 10 hp, das bereits über einen Vierzylinder-Reihenmotor mit 1,2 l Hubraum verfügte. Sein Radstand betrug 2743 mm. Von diesem Wagen gab es noch eine etwas stärker motorisierte Version mit 1,3-l-Motor, die bis 1916 im Programm blieb.
1916 wurde noch ein größeres Vierzylindermodell, das Hurlincar 14/16 hp mit 2,1-l-Motor, angeboten. Es bestehen allerdings Zweifel, ob dieser Wagen überhaupt in nennenswerter Zahl gefertigt wurde oder doch nur im Katalog stand.
Der Erste Weltkrieg machte der Fertigung ein Ende.
| Modell   | Bauzeitraum | Zylinder | Hubraum  | Radstand |
| -------- | ----------- | -------- | -------- | -------- |
| 8/10 hp  | 1913        | 2 V      | 996 cm³  |          |
| 10 hp    | 1914        | 4 Reihe  | 1208 cm³ | 2743 mm  |
| 10 hp    | 1914–1916   | 4 Reihe  | 1328 cm³ | 2743 mm  |
| 14/16 hp | 1916        | 4 Reihe  | 2118 cm³ |          |

## Aviette
Zwischen 1914 und 1916 stellte das Unternehmen Cyclecars her, die als Aviette vermarktet wurden. Ein Einzylindermotor von J.A.P. mit 4 PS Leistung trieb ein Hinterrad an. Das Modell war als Einsitzer und Zweisitzer lieferbar. Der Einsitzer kostete 55 Pfund und der Zweisitzer 65 Pfund.